# Thetidia kansuensis
Thetidia kansuensis är en fjärilsart som beskrevs av Alexander Michailovitsch Djakonov 1936. Thetidia kansuensis ingår i släktet Thetidia och familjen mätare. Inga underarter finns listade i Catalogue of Life.